# Кац Ісаак Йосипович
Ісаак Йосипович Кац (рос. Исаак Иосифович Кац, 22 вересня 1922, Вінниця, Українська РСР — 29 жовтня 2009) — російсько-ізраїльський піаніст і музичний педагог.

## Біографія
Закінчив Центральну музичну школу в Москві і вступив в Московську консерваторію в клас Олександра Гольденвейзера. У роки Другої світової війни служив в народному ополченні, потім військовим перекладачем. 1946 року відновився в консерваторії і закінчив її.
Протягом багатьох років — професор Горьківської консерваторії, завідував кафедрою спеціального піаніно. Давав майстер-класи в різних країнах, у тому числі у В'єтнамі, де першим помітив і оцінив юного Данг Тхай Шона, давши імпульс його подальшій кар'єрі. В останні десять років життя — професор Єрусалимської академії музики.
Помер 29 жовтня 2009 року в Ізраїлі. 